# Непреривка
Непрери́вка (рос. Непрерывка) — селище у складі Ленінськ-Кузнецького округу Кемеровської області, Росія.

## Населення
Населення — 98 осіб (2010; 114 у 2002).
Національний склад (станом на 2002 рік):
- росіяни — 100 %